# Melitaea cinxioides
Melitaea cinxioides är en fjärilsart som beskrevs av Ruggero Verity 1919. Melitaea cinxioides ingår i släktet Melitaea och familjen praktfjärilar. Inga underarter finns listade i Catalogue of Life.